# Academia Mayor de la Lengua Quechua
L’Academia Mayor de la Lengua Quechua (en espagnol) ou Qheswa simi hamutʼana kuraq suntur (en quechua) est une institution privée dont la fonction est de préserver et promouvoir la langue quechua (en particulier le quechua de Cusco). Fondée en 1990, elle est basée à Cuzco au Pérou.
Bien que l'institution ait des succursales dans différentes régions du Pérou et dans plusieurs villes du monde, son principal domaine d'action est le département du Cuzco et sa capitale du même nom. Ses publications et cours de quechua comme langue seconde sont également spécialisés dans la variété du Cuzco. L'institution est controversée en raison des idéologies linguistiques particularistes qu'elle défend, et de sa défense d'un alphabet à 5 voyelles.